# Emirat Qaysita
L'Emirat Qaysita (àrab: الإمارة القيسية, al-Imāra al-Qaysiyya) fou un emirat musulmà d'Armènia sorgit vers el 772. La capital fou la ciutat de Mantziciert, l'antiga Arzatxku que fou la primera capital d'Urartu, al nord del llac Van a uns 30 km de la costa, i que en armeni s'anomenava també Manavazakert.

## Història
Amb l'enfonsament dels Mamiconis, una filla era la darrera de la branca principal de la nissaga, i es va casar amb un capitost àrab de nom Jahhaf al-Qaysí que havia obtingut el domini del districte d'Arxarunik i altres antigues possessions de la família i volia a la dona per legitimar el seu poder (772). Els Gnuní van perdre part dels seus dominis de l'Akhiovit davant el mateix capitost àrab Jahhaf al-Qaysí i més tard el seu fill Abd-al-Màlik i es van refugiar amb els Bagratuní a Tao. Jahhaf va fundar la dinastia qaysita que de moment va restar supeditada al Califat.
Hi ha molt poques dades dels emirs i la seva història s'ha de reconstruir a partir de les històries d'Armènia. El seu nom deriva probablement de la tribu àrab dels Qays Aylan tot i que la relació del fundador, Jahap, amb aquesta tribu no ha estat provada. La tribu dels qays eren membres de la gran tribu dels Banu Sulaym, que s'havia instal·lat a Jazira després de la conquesta musulmana. Abans del regnat del califa Harun ar-Raixid, els Banu Sulaym havien probablement avançat cap a la regió al voltant de llac Van.
El 806, el califa, per contraposar un poder al poder dels Arzerunis de Baspracània, va nomenar Asoci IV Bagratuní com a príncep d'Armènia, encara que supeditat a l'ostikan de Dvin. La tasca principal del príncep fou la lluita contra l'emir qaysita Jahhaf al-Qaysí. Asoci li va prendre la part del Arxarunik (que posseïa com marit de la darrera princesa Mamicònia des del 772). Després li va ocupar el districte d'Aixots, el Tao oriental (on va construir la fortalesa de Kalmakh a la riba del riu Tshorokh, i Taron on va fundar la fortalesa d'Audz.
El 813 l'emir qaysita es va declarar contrari al califa al-Mamun, i va marxar a Dvin (dominada per lleials a l'anterior califa) que va ocupar. Va morir poc després i li va succeir el seu fill Abd-al-Màlik ibn Jahhaf, que vers el 813 o 814 ja va provar d'ocupar Bardaa, feu dels partidaris d'al-Mamun. Després del 820 va morir a Dvin on la població es va revoltar, i que va tornar a la fidelitat al Califa.
Li succeí suposadament el seu nebot Sawada al-Jahhafí que apareix lluitant a Bardaa el 821 o 822 i el 824 és esmentat expressament com a emir qaysita rebutjant un atac armeni. El 823 o 826 es va sotmetre a l'ostikan però vers el 830 es va tornar a rebel·lar. Vers el 830 es va produir la batalla de Kawakert contra l'ostikan nou que acabava d'arribar. Les forces de Sevada incloien al sparapet Simbaci i al príncep Vahak de Siunia. L'ostikan preferia negociar i va fer servir al Patriarca David com intermediari, però no hi va haver arranjament i l'ostikan va enviar dos mil homes al nord en direcció de Dvin que van trobar a les forces rebels a la finca dota Kawakert. La batalla va acabar amb la victòria de l'ostikan. Isaac va morir i Simbaci i Sevada van haver de fugir a Siunia on Sevada es va dedicar al pillatge sobre la gent de Siunia (amb centre a Salat a la província de Cluk). Finalment el príncep de Siunia el va poder expulsar amb l'ajut de Babek de l'Azerbaidjan. Llavors hauria tornat a les comarques del nord-oest del llac Van.
Va morir vers el 832 però altres fonts el fan viure almenys fins al 852.
Vers el 844 apareix com a emir Abu-l-Hàrith (Abu-l-Hart?) conegut a les fonts com Ablhert de la casa de Jahhaf en una expedició a la Siunia amb quatre mil homes però fou derrotat per Babgen Siuni i es va haver de retirar, i vers el 850 Ala al-Jahhafí en una expedició a Baspracània. El 852 el califa va enviar a Armènia a Bogha al-Khabir per castigar la rebel·lió dels prínceps armenis contra l'ostikan (governador del califa a Armènia). Bogha va saquejar l'Apahunik, al nord del llac Van que pertanyia als qaysites. després de la sortida de Bogha del país Ablhert va quedar senyor indiscutit de l'Apahunik que incloïa Mantziciert, però es declarava subjecte de l'ostikan d'Armènia. En gran part de l'existència de l'estat qaysita, els emirs reconeixien els seus veïns més forts com a sobirans però generalment aquestes declaracions eren només nominals i de fet els qaysites eren plenament independents. Amb els ostikans les relacions foren amistoses.
Jahhaf II ibn Sawada apareix vers el 864 quan dominava Dvin que va perdre després d'una greu derrota davant el príncep d'Armènia Asoci I el Gran (Mzed).
L'emir següent, Abelbar o Abelber (Abu-l-Ward I). Fou un governant molt actiu i sota el seu govern els qaysites van esdevenir força influents a Armènia on el seu poder només era superat pels bagràtides, els Arzerunis prínceps de Baspracània i els prínceps de Siunia. Va conquerir Akhlat al príncep armeni de Taron.
El 877 el lloctinent de l'ostikan Issa, de nom Muhàmmad al-Yamaní, es va revoltar a Bardaa. Durant un any Isa va tractar d'expulsar-lo de Bardaa sense èxit. El príncep d'Armènia Asoci I va donar suport a Isa. Com que va passar el temps i Isa no aconseguia imposar-se, els feudals armenis van anar a la cort califal a demanar un altre governador i en concret van demanar per aquest càrrec a Muhàmmad ibn Khàlid que havia estat governador del 858 al 862. El Califa ho va concedir (878) i Muhàmmad va arribar a Datuan o Datovan (probablement prop de Khelat o Akhlat) on fou rebut pels prínceps armenis i l'emir qaysita Abelbar de Mantziciert, que l'havien d'escortar fins a Dvin. L'emir qaysita va tenir paper destacat en l'enderrocament d'Asoci de Taron pel príncep Arzeruni, que el va fer presoner i el va enviar a Baspracània. Muhàmmad ibn Khàlid va confirmar l'enderrocament d'Asoci Bagratuní, curopalata de Taron (que fou substituït per son germà David Arqaik cunyat del príncep Gregori Derenik de Baspracània), cosa que no va agradar a Asoci I el Gran, que tot i així va anar a presentar els respectes a l'ostikan a la ciutat de Dvin. L'ostikan va planejar llavors eliminar Asoci I amb l'ajut dels emirs i caps àrabs però el príncep va interceptar els missatges, i es va avançar i va enviar a sa germà el sparapet (generalíssim) Abas, que va fer presoner per sorpresa l'emir qaysita, li va ensenyar les proves i després li va perdonar la vida i el va deixar marxar cap a Mantziciert. Aquesta generositat no va evitar en endavant la guerra i Asoci I va assetjar Abelbar a la seva capital el 884, setge que Asoci va haver d'aixecar per atendre afers a Baspracània (on va anar per salvar a Asoci de Taron). Aquest fracàs de les intencions de l'ostikan Muhàmmad ja presagiaven el final dels ostikans. L'hegemonia d'Asoci a tot Armènia va provocar que els nakharark i ixkhans del país proposessin a Asoci fer-lo rei (884), però per això calia demanar el permís al califa. Fou l'ostikan Àhmad ibn Issa ibn Xaykh, amic particular d'Asoci, que havia accedit al càrrec el 882, qui va transmetre la petició al califa al-Mútamid (abbàssida). Aquest va enviar al príncep una corona reial que l'ostikan li va entregar personalment. El patriarca Jordi II, assistit pel bisbe de Siunia Joan, el va consagrar públicament a Bagaran. Aquest coronament es pot datar entre l'abril del 885 i febrer del 886 segons l'historiador Samuel d'Aní. Cal esmentar que l'emperador romà d'Orient Basili el Macedoni (que va morir l'1 de març del 886) va enviar també (per mitjà del patriarca romà d'Orient Foci) una corona reial a Asoci amb un tros de la veracreu, i es va concloure un tractat d'amistat entre Armènia i l'Imperi Romà d'Orient. Aquest acte va suposar el fi de l'ostikan com a governador califal, ja que des de llavors els ostikans de Dvin (com els emirs qaysites) foren un mes dels prínceps d'Armènia feudataris d'Asoci, només que de religió musulmana en comptes de cristians. Des que el 886 Asoci I fou rei d'Armènia, corresponia per tant a l'emir ser el seu vassall, cosa que gairebé no va respectar. Abu-l-Ward I hauria mort vers el 890 i el va succeir el seu fill Abd-al-Hamid, que va governar poc temps, sent succeït pels seus tres fills que es van repartir els dominis: el gran, Abu-Sawada, va rebre Mantziciert així com Koroy Djor i Hark; el segon, Abu-l-Àswad va obtenir Ardjish, Akhlat i Arcke; i el tercer, Abu-Sàlim, va rebre els territoris al nord-oest. Tot i la divisió, aquesta fou gairebé administrativa i els tres germans van continuar actuant conjuntament i sempre van anar a raca.
Quasi des del començament van estar revoltats contra Simbaci I (fill i successor d'Asoci I). Consta que el 902 governaven a Mantziciert, Ardjesh, Akhlat i a més Berkri, un petit emirat vassall que s'havien disputat fins poc abans amb els othmànides d'Amiuk (a l'est del llac Van), però no pagaven l'impost ni aportaven contingents militars i per això en aquest any el rei va decidir castigar-los. Els contingents del rei, els de Baspracània i els de Mokq es van reunir. L'exèrcit es va concentrar a Oshagan (al Aragadzotn) i va avançar cap al Apahunik on molts turcs i àrabs s'estaven unint a l'exèrcit de l'emir resident a Mantziciert. Els armenis van arribar a aquesta ciutat i la van assetjar. L'emir va demanar la pau que li fou acordada mitjançant el pagament de l'impost endarrerit, entrega d'ostatges i la fortalesa d'Erikan (a la vall de Halatsovit, antic feu dels Gnuní). Naxçıvan havia passat als qaysites de Mantziciert en una època incerta però possiblement en els darrers anys, i tradicionalment la zona havia estat possessió de Baspracània, però el 902 va quedar en poder del rei d'Armènia que el 903 el va cedir a Siunia Oriental (que potser ja l'havia posseït en alguns moments en lluita amb els musulmans).
Simbaci I el Màrtir, presoner de Yússuf as-Sají emir de l'Azerbaidjan, el 913, fou torturat i finalment crucificat. Fou succeït pel seu fill Asoci II que inicialment fou poc més que un cap de la resistència a l'ocupació sàjida. Les accions de la resistència van anar creixent i vers el 915 va quedar alliberat el Bagrevand i tot seguit l'Arxarunik, Shirak i Gugarq. Les guarnicions sàjides es van fortificar al nord, a l'Alstev (regió de Lorí) on Asoci els va atacar i els vi anar prenent els fortins. Llavors es va aliar al príncep abkhaz Giorgi II d'Abkhàzia (921-955), fill de Constantí d'Abkhàzia (906-916). També va rebre suport d'Adarnases II de Kartli (915) que va coronar al rei armeni. Els tres germans emirs qaysites, Ardjish-Khelat i del nord-oest van aprofitar aquestes lluites per fer-se independents i algun temps després es van declarar vassalls de l'Imperi Romà d'Orient on van enviar tribut. A part del tribut l'autoritat romana d'Orient fou limitada encara que s'esmenten algunes incursions romanes d'Orient al territori qaysita.
En data desconeguda va morir Abu-Sawada i el va succeir el seu fill Abd-ar-Rahim. A la mort d'aquest al cap de poc temps, el seu germà Abu-l-Muizz era massa jove per governar i les terres qaysites van passar a Abu-l-Àswad, senyor d'Akhlat. Quan aquest al seu torn va morir els seus territoris es van repartir; l'emirat va passar al seu germà Abu-Sàlim (del nord-oest), mentre les seves terres original d'Ardjish i Akhlat van passar al seu fill adoptiu Ahmad.
En l'expedició a Anatòlia oriental del 940, l'hamdànida Sayf-ad-Dawla va arribar a Akhlat (Khelat), on l'emir qaysita li va fer homenatge. Segurament la mateixa situació es va produir a l'altre territori governats pels qaysites, Mantziciert. A l'Enciclopècia de l'Islam (VI, pàg. 226) se li dona a l'emir qaysita el nom d'Abd-al-Hamid.
A la mort d'Abu-Sàlim, el seu fill Abu-l-Ward II el va heretar. Abu-l-Ward va matar a Ahmad i es va apoderar de les seves possessions unificant les terres qaysites. La data en què això va passar no se sap del cert, però fou abans del 952, any en què Constantí Porfirogènit va acabar la seva obra De Administrando Imperio on explica aquests esdeveniments.
Abu-l-Ward va restar com únic emir fins a la seva mort. El 964 fou probablement assassinat per un ghulam de Sayf-ad-Dawla de nom Naja, que s'havia revoltat. Naja, amb el suport de dos germans seus, va governar l'emirat qaysita fins que fou assassinat per orde de Sayf-ad-Dawla (965). L'emir hamdànida va enviar llavors un exèrcit a Armènia, va fer presoners als dos germans de Naja i va assegurar el domini del territori. Va sortir d'Armènia al començar el 966. El 968 (o 969) la ciutat fou temporalment conquerida pels romans d'Orient.

## Aspectes dels emirats qaysites
Els àrabs d'Armènia sud-occidental mai no constituïren una majoria de la població regional. La majoria dels musulmans, que eren probablement (com el qaysites) àrabs Banu Sulaym residien a les ciutats. Conseqüentment el govern qaysita era més fort a les ciutats que eren sota el seu control que al territori rural circumdant on el seu poder era molt més dèbil, i que generalment romanien sota el control de petits líders locals cristians.
Atès que els musulmans formaven una minoria dins de l'emirat qaysita, als cristians armenis se'ls donava un grau d'autonomia quan es tractava dels seus propis afers privats. Encara que la xara prevalia en el govern de musulmans, per decidir assumptes entre ells mateixos la majoria dels armenis que vivien sota el qaysites seguien els canons de l'Església armènia.
En els primers anys de l'emirat qaysita la secta religiosa anomenada els tondraquians era activa a les províncies d'Apahunik i Hark. Els tondraquians s'oposaven tant a l'Església armènia com als emirs musulmans d'Armènia. Abu'l-Ward II, que els considerava una amenaça pel seu govern, va matar un gran nombre d'aquests sectaris i va fer executar al seu líder Simbaci Zarehawanci. Malgrat això, el moviment dels tondraquians encara sobrevivia al segle onzè i provocava problemes tant a les autoritats eclesiàstiques armènies com a les romanes d'Orient.
Unes quantes ciutats qaysites eren al sud de dues rutes comercials que travessaven Armènia d'est a oest. Els comerciants que passaven a través d'Armènia beneficiaven a les terres qaysites. Malgrat això, les ciutats del qaysites mai es convertiren en centres urbans importants. Ni tan sols Mantziciert, la capital, mai no es va considerar una ciutat gaire pròspera.
Militarment, el qaysites es beneficiaven d'una afluència regular de guerrers religiosos o ghazi en el seu camí per combatre a la guerra santa contra l'Imperi Romà d'Orient. Aquests guerrers viatjaven a través d'Apahunik, que era controlat pel qaysites, quan feien el seu camí cap a Karin, la principal posició de frontera musulmana contra els romans d'Orient. El qaysites sovint utilitzaven aquests ghazis voluntaris per reforçar el seu propi exèrcit contra els seus enemics. Per exemple, durant la rebel·lió d'Abu-Sawada, Abu-l-Àswad i Abu-Sàlim contra Simbaci I, a l'exèrcit qaysita li donaven suport expedicionaris perses que estaven fent atacs contra els romans d'Orient.

## Seqüeles del govern qaysita
El govern hamdànida sobre els antics territoris qaysites fou efímer. Després de la mort de Sayf-ad-Dawla el 967 el destí de les terres qaysites és desconegut per un temps, encara que es pensa que van quedar probablement en mans de governants locals. El 969 un exèrcit romà d'Orient atacava Apahunik, assetjava Mantziciert i arrasava les seves muralles, però el romans d'Orient no van fer cap intent de mantenir la seva presència a la ciutat i la van abandonar al cap d'uns mesos. Els reis bagràtides finalment guanyaren el control de la porció del nord del regne qaysita. El rei Arzeruni de Baspracània va intentar dominar la resta de territoris incloent-hi Berkri, Mantziciert i Cliat, tanmateix sense gaire èxit.
Al voltant d'aquest temps Cliat i Mantziciert foren conquerides per una família kurda, anomenada després dels marwànides. El seu líder, Badh ibn Dustak, va aprofitar una guerra civil dins de l'Imperi Romà d'Orient i la debilitat dels hamdànides i va crear un principat fort que s'estenia des de Mantziciert fins a Mossul. Els èxits de Badh foren però tanmateix temporals, i quan va ser assassinat el 990 mentre intentava reconquerir Mossul, l'ermirat marwànida es va enfonsar ràpidament. Gran part de les anteriors terres qaysites van caure en mans del príncep bagràtida (branca georgiana) David, curopalata de Tao. Només Akhlat va romandre a les mans del marwànides.
David va dominar Apahunik fins a la seva mort l'any 1000. Segons l'acord amb el romans d'Orient, el seu domini s'incorporava a l'imperi. Mantziciert d'ara endavant romania a mans romanes d'Orient fins a l'arribada del Seljúcides a la segona meitat del segle xi.

## Llista d'emirs
- Jahhaf al-Qaysí 872-813
- Abd-al-Màlik ibn Jahhaf 813-821
- Sawada al-Jahhafí 821-832
- Ablhert vers 844 (Abu-l-Hart ?)
- Ala al-Jahhafí vers 850
- Jahhaf II ibn Sawada vers 864
- Abelber (Abu-l-Ward I) vers 870-890
- Abd-al-Hamid vers 890-895
- Abu-Sawada 895-920
- Abd-ar-Rahim vers 920-925
- Abu-l-Muïzz 925
- Abu-l-Àswad d'Ardjish i Akhlat vers 925-935
- Abu-Sàlim del nord-oest vers 935-940
- Abd-al-Hamid vers 940 ?
- Abu-l-Ward II ibn Abi-Sàlim vers 940-964
- Naja, usurpador, 964-965
- Conquesta del país per Sayf-ad-Dawla, hamdànida d'Alep 965-967
- Desconegut (govern local) 967-969
- Romans d'Orient 969-970
- Repartit entre l'Armènia bagràtida i Baspracània 970-984
- Badh (marwànida) vers 984-990
- Abu-Alí al-Hàssan ibn Marwan 990-992
- Repartit entre el curopalat de Tao i la dinastia marwànida (Diyarbakir) 992-1000
- A l'Imperi Romà d'Orient 1000

### Emirs a Ardjish i Akhlat
- Abu-l-Àswad 895-935
- Àhmad 935-950
- A Malazgird vers 950

### Emirs del nord-oest
- Abu-Sàlim vers 895-935
- Emir a Mantziciert des de 935